# Violência doméstica
Violência doméstica é um padrão de comportamento que envolve violência ou outro tipo de abuso por parte de uma pessoa contra outra num contexto doméstico, como no caso de um casamento ou união de facto, ou contra crianças ou idosos. Quando é perpetrada por um cônjuge ou parceiro numa relação íntima contra o outro cônjuge ou parceiro denomina-se violência conjugal, podendo ocorrer tanto entre relações heterossexuais como homossexuais, ou ainda entre antigos parceiros ou cônjuges. A violência doméstica pode assumir diversos tipos, incluindo abusos físicos, verbais, emocionais, económicos, religiosos, reprodutivos e sexuais. Estes abusos podem assumir desde formas subtis e coercivas até violação conjugal e abusos físicos violentos como sufocação, espancamento, mutilação genital feminina e ataques com ácido que provoquem desfiguração ou morte. Os homicídios domésticos incluem o apedrejamento, imolação de noivas, morte por dote e crimes de "honra".
Em todo o mundo, a esmagadora maioria das vítimas de violência doméstica são mulheres, sendo também as mulheres as vítimas das formas mais agressivas de violência. Em alguns países, a violência doméstica é muitas vezes vista como justificável, especialmente em casos de ocorrência ou suspeita de infidelidade por parte da mulher, em que é legalmente permitida. A investigação tem confirmado que existe uma correlação direta e significativa entre o nível de igualdade de género de um país e a prevelência de violência doméstica. A violência doméstica é um dos crimes que menos é declarado em todo o mundo, tanto no caso das mulheres como dos homens. Devido ao estigma social associado à vitimização masculina, há maior probabilidade das vítimas masculinas serem negligenciadas pelos serviços de saúde..
A violência doméstica ocorre quando o abusador acredita que o seu abuso é aceitável, justificado ou improvável de ser reportado. A violência doméstica pode dar origem a ciclos de abuso intergeracionais, criando a imagem em crianças e outros membros da família que o abuso é aceitável. Poucas pessoas nesse contexto são capazes de se reconhecer no papel de abusadores ou vítimas, uma vez que a violência é considerada uma disputa familiar que simplesmente se descontrolou. A consciencialização, percepção, definição e ocumentação da violência doméstica difere significativamente de país para país. Em muitos casos, a violência doméstica ocorre no contexto de um casamento forçado ou de um casamento infantil.
Em relações afetivas abusivas, pode ocorrer um ciclo abusivo durante o qual aumenta a tensão e é cometido um ato violento, seguido por um período de reconciliação e calma. As vítimas podem ser encurraladas para situações de violência doméstica através de isolamento, poder e controlo, aceitação cultural, falta de recursos financeiros, medo, vergonha ou para proteger os filhos. Na sequência dos abusos, as vítimas podem desenvolver incapacidades físicas, problemas de saúde crónicos, doenças mentais, incapacidade de voltar a criar relações afetivas saudáveis e incapacidade financeira. As vítimas podem ainda desenvolver problemas psicológicos, como perturbação de stress pós-traumático. As crianças que vivem em lares violentos demonstram frequentemente problemas psicológicos desde muito novas, como agressividade latente, o que em idade adulta pode contribuir para perpetuar o ciclo de violência.

## Definição
As definições contemporâneas de violência doméstica incluem todos os atos de abusos físicos, sexuais, psicológicos e económicos perpetrados por um membro da família ou parceiro íntimo. Em termos históricos, a violência doméstica estava associada à violência física. No entanto, termos como "bater na mulher" ou "violência contra a esposa" têm entrado em desuso, uma vez que o fenómeno da violência doméstica também afeta casais solteiros e casais homossexuais, e inclui outro tipo de abusos que não físicos e agressões por parte da mulher.
Embora os termos "violência conjugal" ou "violência nas relações de intimidade" sejam muitas vezes usados como sinónimos de "violência doméstica", estes termos referem-se especificamente à violência que ocorre numa relação de intimidade, como casamento, namoro ou união de facto. Nestes casos, a Organização Mundial de Saúde (OMS), considera também o comportamento controlador como forma de abuso. A violência conjugal ocorre tanto em relações heterossexuais como homossexuais. Os agressores tanto podem ser homens como mulheres. "Violência familiar" é um termo mais amplo, muitas vezes usado para incluir abuso infantil, abuso de idosos e outros atos de violência contra membros da família.

## Formas
A violência doméstica pode assumir diversas formas, incluindo ameaças ou agressões físicas (bater, pontapear, morder, acorrentar, atirar objetos, choques elétricos, etc.), abusos sexuais, comportamento controlador, intimidação, perseguição contínua, abusos passivos (como negligência) ou privação económica. Pode ainda incluir outras formas de abuso, como colocar deliberadamente a pessoa em perigo, coerção, rapto, detenção forçada, invasão de propriedade e assédio.

### Abuso físico
Abuso físico é o abuso que envolve contacto físico com a intenção de infligir medo, dor, outro tipo de sofrimento físico ou lesões corporais. As dinâmicas de abusos físicos no contexto familiar são muitas vezes complexas. A violência física pode ser o culminar de outros tipos de comportamento abusivo, como ameaças, intimidação e limitação da auto-determinação da vítima através do isolamento forçado, manipulação e outras limitações da liberdade pessoal. A negação de cuidados de saúde, a privação de sono e a administração forçada de drogas ou álcool são também consideradas formas de abuso físico. Pode ainda ser considerado abuso físico os atos de violência física contra outros alvos, como os filhos ou animais de estimação, que tenham por objetivo causar danos emocionais na vítima.
O estrangulamento no contexto de violência doméstica é uma das formas mais letais de violência, embora devido à inexistência de lesões externas e à falta de consciencialização médica e social passe frequentemente despercebido.
A Organização Mundial de Saúde estima que em todo o mundo, cerca de 38% dos homicídios de mulheres sejam perpretados por um parceiro intímo. No Canadá, Austrália, África do Sul, Israel e nos Estados Unidos, entre 40 e 70% das mulheres assassinadas foram mortas por um parceiro íntimo.
Durante uma gravidez, a mulher encontra-se em maior risco de ser abusada ou da gravidade dos abusos ser maior, o que tem implicações de saúde negativas tanto para a mãe como para o feto. O período de maior risco para as mulheres grávidas é o período imediatamente após o parto. Por outro lado, a gravidez também pode interromper o ciclo de abusos, nos casos em que o abusador não quer prejudicar a criança ainda por nascer.

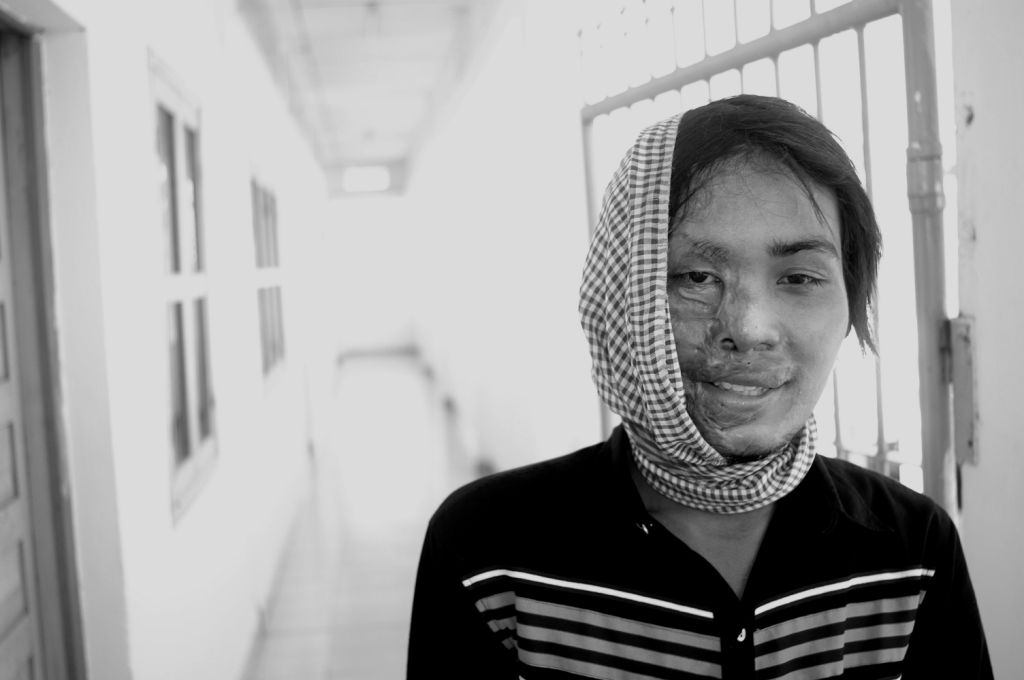
Vítima de ataque com ácido no Cambodja

Os ataques com ácido são uma forma extrema de violência em que as vítimas são irrigadas com ácido, geralmente no rosto, o que provoca lesões graves, incluindo cegueira e cicatrizes permanentes. Os ataques com ácido constituem geralmente uma forma de vingança contra uma mulher por rejeitar uma proposta sexual ou de casamento.
Um crime de "honra" é o homicídio ou outro tipo de agressão violenta que é planeado e perpetrado quando os autores acreditam que a vítima - habitualmente do sexo feminino -  desonrou a família, a sua religião  ou a comunidade. Este tipo de crimes diferencia-se da violência doméstica comum pelo seu carácter colectivo, e é frequente em várias partes do mundo, em particular no Médio Oriente. Os homícidios por "honra" são geralmente realizados contra mulheres que se recusam a fazer parte de um casamento forçado ou combinado, que se recusam a ser vítimas de agressões sexuais, que mostram intenções de pedir um divórcio ou que são acusadas de cometer adultério. Nas regiões do mundo em que existe uma forte expectativa social da mulher ser virgem até ao casamento, uma noiva pode ser sujeita a formas extremas de violência, entre as quais crimes de "honra", quando não se verifica presença de sangue durante a noite de núpcias. Em vários países, o sexo extramarital é ilegal, incluindo na Arábia Saudita, Paquistão, Afeganistão, Irão, Kuwait, Maldivas, Marrocos, Omã, Mauritânia, Emirados Árabes Unidos, Catar, Sudão, Iémen.
A imolação da noiva ou morte por dote é uma forma de violência doméstica em que uma mulher recém-casada é morta pelo marido ou pela família do marido como resultado da sua insatisfação com o dote da famiília da noiva. O homicídio acontece geralmente como retaliação após pedidos para aumentar o dote após o casamento. A violência associada ao dote é mais comum nos países do subcontinente indiano, em particular na Índia.

### Abuso sexual

A mutilação genital feminina concentra-se em cerca de 29 países e está incluída na definição de violência sexual da OMS. Este mapa de dados composto mostra a percentagem de mulheres com idades compreendidas entre os 15 e os 49 anos que foram submetidas a MGF. A fonte é a UNICEF (2016), e uma série de estudos adicionais para países fora da África (com excepção da Indonésia) não pesquisados pelo UNICEF. Não há dados para os países a cinzento.

A Organização Mundial de Saúde define abuso sexual como qualquer ato sexual, tentativa de obter um ato sexual, abordagens ou comentários de cariz sexual indesejados ou tráfico sexual direcionados contra determinada pessoa por meio de coerção. A definição engloba ainda os testes de virgindade obrigatórios e mutilação genital feminina. Para além das tentativas de iniciar um ato sexual por via da força, está-se na presença de abuso sexual nas situações em que a vítima é incapaz de compreender a natureza do ato, incapaz de recusar a participação ou incapaz de comunicar consentimento. Isto pode dever-se a imaturidade, menoridade, doença, influência de álcool ou drogas, intimidação ou pressão da vítima.
Em muitas culturas, as vítimas de violação são consideradas fonte de "desonra" ou "vergonha" pelas respetivas famílias e são posteriormente vítimas de violência familiar, como é o caso dos homicídios por "honra", principalmente nos casos em que a violação resulta numa gravidez.
A OMS define mutilação genital feminina como qualquer procedimento que envolva a remoção total ou parcial dos órgãos genitais femininos, ou qualquer lesão a esses órgãos por razões que não médicas. Este procedimento foi realizado a mais de 125 milhões de mulheres vivas e concentra-se sobretudo em 29 países de África e do Médio Oriente.
O incesto é uma forma de violência sexual familiar, correspondendo ao contacto sexual entre um adulto e uma criança. Em algumas culturas, são praticadas formas ritualizadas de abusos sexuais em crianças com o conhecimento e consentimento das famílias, nas quais a criança é induzida a praticar atos sexuais com adultos em troca de bens ou dinheiro. Por exemplo, em algumas tribos do Malauí, os pais combinam com um homem mais velho a iniciação sexual das filhas.
A Convenção do Conselho da Europa para a Proteção das Crianças contra a Exploração Sexual e os Abusos Sexuais foi o primeiro tratado internacional para combater os abusos sexuais infantis que ocorram no contexto familiar ou doméstico.
A coerção reprodutiva são ameaças ou atos de violência contra os direitos reprodutivos, saúde e capacidade de decisão do parceiro sobre esses temas. A forma mais comuns de coerção reprodutiva são os comportamentos com o objetivo de pressionar ou coagir o parceiro a iniciar ou terminar uma gravidez. A coerção reprodutiva está associada à violação conjugal, ao medo ou incapacidade de decidir sobre o uso de contracetivos, ao medo de violência ao recusar atos sexuais e à interferência abusiva do parceiro no acesso a cuidados de saúde.
Em algumas culturas, o matrimónio pressupõe uma obrigação social das mulheres terem filhos.
A definição de violência sexual da OMS incui casamento forçado, coabitação forçada e gravidez forçada, incluindo a prática de levirato. O levirato é um tipo de casamento em que uma viúva é obrigada a casar com o irmão do falecido marido.
A violação conjugal é o contacto sexual não consensual perpretado contra um parceiro ou cônjuge. Trata-se de uma forma de violência sexual sub-reportada e com poucos casos na justiça, devido em parte à crença social que ao casar-se a pessoa oferece consenso irrevogável ao parceiro para atos sexuais sempre que este o deseje.
Durante séculos tolerada ou ignorada pela lei e pela sociedade, a volação conjugal é atualmente repudiada e combatida por convenções internacionais, sendo em 2006 um crime em pelo menos 104 países.

### Abuso psicológico
Abuso psicológico ou abuso emocional é um padrão de comportamento com o objetivo de ameaçar, intimidar, desumanizar ou sistematicamente debilitar a auto-estima de outra pessoa. A Convenção do Conselho da Europa para a Prevenção e o Combate à Violência Contra as Mulheres e a Violência Doméstica define violência psicológica como a "intenção de lesar gravemente a integridade psicológica de uma pessoa por meio de coação ou ameaças". As formas mais comuns de abuso psicológico incluem desvalorização, ameaças, isolamento, humilhação em público, críticas incessantes, obstrução e manipulação psicológica. A preseguição sistemática é igualmente uma forma de intimidação psicológica, sendo mais comum entre casais ou antigos casais.
As vítimas geralmente sentem que o parceiro as controla por completo, o que afeta severamente a dinâmica de poder na relação, dando maior poder ao perpretador e diminuindo o da vítima. Em muitos casos as vítimas desenvolvem depressão, o que aumenta o risco de distúrbios alimentares, suicídio, toxicodependência e alcoolismo.
A manipulação psicológica é uma sistemática que pode acontecer em diversos lugares, pois constitui-se em convencer a vítima de que ela está agindo de forma insana e irracional. Isso é uma violência emocional, na qual a mulher ao seu redor começa a desconfiar que enlouqueceu ou que é incapaz. Descrevendo as nomenclaturas nesse tipo de relacionamento, o abusador, ou Gaslighter precisa preservar seu ego, e para isso ele define uma realidade distorcida ao Gaslightee, oprimido, visto que a vítima busca sua aprovação.

### Abuso económico
Abuso económico é uma forma de abuso em que um dos parceiros íntimos controla o acesso do outro parceiro a recursos económicos ou aos bens matrimoniais. As formas de abuso económico mais comuns são impedir um cônjuge de adquirir recursos, limitando aquilo que a vítima pode comprar ou usar, ou explorar os recuros económicos da vítima. São também formas de abuso económico forçar ou pressionar um membro da família a assinar documentos, a vender bens ou a alterar um testamento.
O abuso económico dominui a capacidade de sustento da vítima, tornando-a dependente do perpretador para aceder ao ensino, emprego, progressão na carreira e aquisição de bens. O perpretador pode fazer com que a vítima fique dependente de uma mesada, o que lhe permite controlar quanto dinheiro gasta ou impedir gastos sem o seu consentimento. Em alguns casos, a vítima acumula uma dívida económica para com o perpetrador e em outros o perpetrador esgota as poupanças da vítima. Em muitos casos, a discordância da vítima com a forma como o dinheiro é gasto pode resultar em retaliação com abusos físicos, sexuais ou psicológicos. Nas regiões do mundo em que as mulheres dependem do rendimento do marido para sobreviver, devido à falta de oportunidades e de segurança social, o abuso económico pode ter consequências muito graves e está associado a má nutrição entre as mulheres e crianças.

## Demografia
A violência doméstica ocorre em todo o mundo, nas mais diversas culturas, e afeta pessoas de todas as classes económicas.

### Por género
As diferenças de gênero no contexto da violência doméstica são alvo de debate entre a comunidade científica. A investigação atual é limitada por vários factores. Os inquiridos apresentam frequentemente relutância em reportar situações. Algumas metodologias, como as quantitativas que utilizam a escala de tácticas de conflicto, não levam em conta a motivação, as consequências e o contexto em que a violência ocorre. E as qualitativas que usam entrevistas em profundidade, possuem em sua maioria amostras compostas apenas por mulheres já previamente identificadas como vítimas, o que pode inflar os números. Entre os vários estudos há disparidades de amostragem e operacionalização. Além disso, a normalização da violência em vítimas de abusos dissimulados, vítimas de abusos por parte de vários parceiros ou vítimas de abusos durante um longo período de tempo faz com que seja difícil reconhecerem e reportarem episódios de violência doméstica.
A violência conjugal como forma coerciva de controlo é usada tanto por homens como por mulheres. No entanto, homens e mulheres diferem nas motivações para recorrer a violência doméstica nas relações. As mulheres recorrem à violência como resposta a abusos anteriores, citando como principais motivações vingança e retaliação. As mulheres usam o controlo para ganhar autonomia em relações abusivas, enquanto os homens usam o controlo para demonstrar autoridade. Uma revisão sistemática da literatura realizada em 2010 concluiu que, em casais heterossexuais, o recurso a violência conjugal por parte das mulheres ocorre como resposta à violência do parceiro, quer em auto-defesa, quer em retaliação, e não como forma de controlo. Muitas mulheres alegam também recorrer a violência doméstica como expressão de raiva por se sentirem ignoradas.
Uma revisão de 2011 verificou que homens e mulheres perpretavam episódios menores de violência conjugal em proporção idêntica. No entanto, verificou também que são os homens, de longe, os principais perpretadores de episódios graves de violência conjugal. A mesma revisão verificou que os homens são mais propensos a bater, sufocar ou estrangular as parceiras, enquanto as mulheres eram mais propensas a arremessar objetos, esbofetear, pontapear, morder ou atingir o parceiro com um objeto.
Uma revisão de 2012 verificou que homens e mulheres respondiam de forma diferente à violência conjugal. As mulheres são significativamente mais afetadas pela violência, sobretudo a nível de lesões físicas, sensação de medo e stresse pós-traumático. A mesma revisão verificou que num estudo, 70% das vítimas mulheres se sentiam "muito assustadas" em resposta à violência dos parceiros, enquanto 85% das vítimas homens alegaram não sentir qualquer medo. A mesma revisão verificou ainda que a violência conjugal influenciava a satisfação das mulheres com a relação, mas não a dos homens.
Uma revisão de 2013 verificou que quanto menor é a igualdade de género entre a população de um país, maior é a prevalência de violência doméstica. A mesma revisão conclui que quando se leva em conta a frequência e gravidade das lesões físicas, a sensação de medo e os problemas psicológicos que decorrem da violência doméstica, as mulheres são as principais vítimas.
Várias organizações têm vindo a adotar o uso de termos neutros ao refirirem-se a perpretadores e vítimas. Por exemplo, usando termos como "violência conjugal" em vez de "violência contra mulheres".
A aceitação social e a legislação sobre violência doméstica diferem de país para país. Embora seja crime em maior parte do mundo ocidental, tal não acontece países em vias de desenvolvimento. Da mesma forma, enquanto a maior parte da população dos países desenvolvidos não tolera a violência doméstica, em muitas regiões do mundo a violência é aceite, tolerada ou incentivada.

#### Mulheres

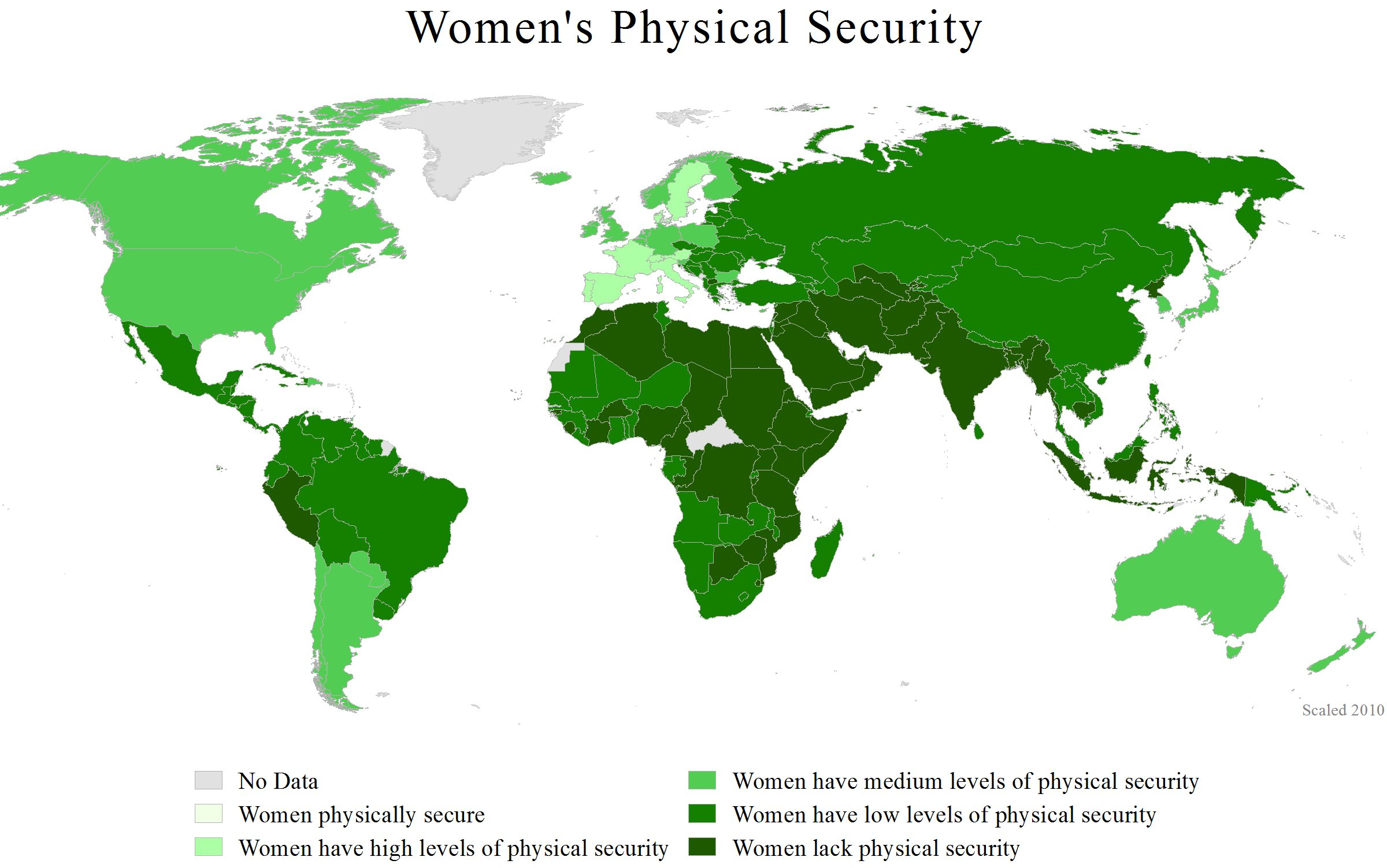
Nível de segurança física das mulheres por país em 2011

A violência contra mulheres e crianças é uma das mais prevalentes violações dos direitos humanos em todo o mundo. Uma em cada três mulheres será, em determinado momento da vida, vítima de abuso físico ou sexual. A violência contra mulheres tende a ser menos prevalente nos países desenvolvidos ocidentais e normalizada nos países em vias de desenvolvimento.
Embora a percentagem exata seja discutível, as mulheres são significativamente mais sujeitas a violência doméstica do que os homens. Há ainda um amplo consenso de que as mulheres são as principais vítimas das formas de abuso mais graves e o grupo com maior probabilidade de ser magoado por um parceiro abusivo, e que esta probabilidade aumenta em função da dependência económica ou social em relação ao parceiro.
A Declaração sobre a Eliminação da Violência contra as Mulheres da ONU afirma que a violência contra mulheres é uma manifestação da desigualdade histórica na relação de poder entre homens e mulheres e classifica-a em três categorias: a que ocorre na família, a que ocorre na comuniade e a que é perpretada ou tolerada pelo Estado. A definição do Protocolo de Maputo é mais ampla, definindo violência contra a mulher como qualquer ato perpretado contra a mulher que cause ou possa causar danos físicos, sexuais, psciológicos ou económicos, incluindo a ameaça de tais atos, ou a imposição de restrições arbitrárias ou privação de liberdades fundamentais.
A percentagem de mulheres vítimas de abuso físico por parte de um cônjuge varia entre 10% e 69%, dependendo do país. Nos Estados Unidos, estima-se que a violência conjugal esteja na origem de 15% dos crimes violentos. e que mais de metade dos homicídios de mulheres tenham sido perpretados pelo cônjuge.
Femicídio é geralmente definido como o homício de mulheres por homens por motivos associados ao género, embora as definições precisas variem.  O femicídio ocorre muitas vezes no contexto de violência doméstica, como é o caso do homicídio de "honra" ou por dote. Em termos estatísticos, o femicídio é muitas vezes definido como qualquer homicídio de uma mulher. Os países com maior taxa de femicídio são El Salvador, Jamaica, Guatemala, África do Sul e Rússia (dados de 2004–09). No entanto, em El Salvador e na Colômbia, ambos com elevada taxa de femicídio, apenas 3% dos femicídios são perpetrados por um parceiro íntimo, enquanto em Chipre, França e Portugal os parceiros íntimos, presentes ou anteriores, são responsáveis por mais de 80% dos casos de femicídio.

#### Homens
As formas mais comuns de violência doméstica contra homens incluem abusos físicos, emocionais e sexuais, incluindo violência mútua. As vítimas masculinas de violência doméstica demonstram relutância em procurar auxílio por diversos motivos. Um estudo verificou que existiam poucas probabilidades de a polícia prender as mulheres agressoras, por presumir que o homem se poderia defender por si próprio e que a violência por parte da mulher só seria perigosa fora do contexto conjugal. Outro estudo concluiu que existem algumas evidências que os tribunais podem ver as mulheres perpetradoras de violência doméstica mais como vítimas do que como agressoras.
Existe um consenso na literatura científica de que a maioria das mulheres presas por violência conjugal contra parceiros masculinos são elas próprias vítimas de violência que resistem e se defendem contra o agressor.

### Por grupo etário

#### Adolescentes e jovens adultos
A literatura científica sobre violência no namoro indica que rapazes e raparigas em relações heterossexuais alegam ser vítimas de violência na intimidade em igual proporção, mas que é mais provável que sejam as raparigas a reportar situações de violência. Ao contrário da violência doméstica em geral, em que a mulher é a principal vítima, esta proporção semelhante na adolescência deve-se provavelmente à própria adolescência, um período de desenvolvimento com características sexuais diferentes das da idade adulta, e em que há uma maior igualdade a nível físico.
No entanto, embora a proporção de perpetradores de violência no namoro seja idêntica em ambos os sexos, as raparigas recorrem em geral a formas menos violentas, como empurrões, bofetadas, arranhões ou pontapés, enquanto os rapazes apresentam maior probabilidade de esmurrar, estrangular, espancar, queimar ou ameaçar a parceira com armas de fogo. As agressões sexuais são também mais comuns entre os homens, embora a probabilidade de pressionar o parceiro para atos sexuais seja idêntica em ambos os sexos. Para além disso, as mulheres apresentam uma probabilidade quatro vezes superior de reportar uma situação de violação e maior probabilidade de sofrer lesões graves por parte do parceiro ou de necessitar de apoio psicológico na sequência dos abusos. Há também uma maior probabilidade entre as mulheres de considerar a violência no namoro um problema grave, ao contrário dos homens, em que há maior probabilidade de tolerar a violência.
Para além das formas, os motivos para a violência também variam por sexo. As mulheres apresentam uma maior probabilidade de recorrer a violência no contexto de auto-defesa, enquanto os homens apresentam maior probabilidade de recorrer a violência para obter poder ou controlo sobre a parceira. Os rapazes que tenham sido vítimas de abuso doméstico durante a infância são mais propensos a se tornarem eles próprios perpetradores de violência íntima, enquanto que as raparigas abusadas durante a infância são mais propensas a menor empatia e autoeficácia.
A investigação da violência no namoro tem-se focado principalmente na população caucasiana heterossexual.

#### Crianças

Países em que os castigos corporais em ambiente doméstico são proibidos por lei.

Existe uma forte relação entre violência doméstica e abuso infantil. Uma vez que a violência doméstica é um padrão de comportamento, o recurso à violência tem tendência a ser cada vez mais frequente e violento, o que faz aumentar a probabilidade de as próprias crianças se tornarem vítimas. Estima-se que em entre 30 a 50% dos casos de violência doméstica ocorram também abusos infantis.
As perspetivas sobre castigos corporais em crianças por parte dos pais variam de país para país. Em 2016, era proibida qualquer forma de castigo corporal em 51 países, a maior parte dos quais na Europa e na América do Sul. Por outro lado, na maior parte dos países os castigos corporais aplicados pelos pais não são considerados uma forma de violência doméstica, exceto em casos excessivos.

### Relações homossexuais
A violência doméstica ocorre também em relações homossexuais. No entanto, é difícil avaliar a real extensão do fenómeno neste grupo devido à reduzida amostragem de inquiridos nos estudos.
Em 1999, uma análise de 19 estudos concluiu que as evidências sugerem que a probabilidade de violência doméstica entre casais homossexuais poderia ser idêntica à de casais heterossexuais. No entanto, embora alguns estudos afirmem que a frequência é idêntica à dos casais heterossexuais, outros estudos sugerem que a violência doméstica entre gays, lésbicas e bissexuais possa ser superior e que esses grupos apresentam menor probabilidade de reportar situações abusivas.
A homossexualidade é em si um fator de risco que potencia casos de abuso. Nos países em que a homossexualidade é proibida por lei, os homossexuais não têm praticamente nenhuma proteção legal contra a violência doméstica e são desencorajados de procurar auxílio em casos de abuso devido à perseguição das próprias autoridades.
Existem simultaneamente semelhanças e diferenças entre a violência doméstica em relações homossexuais e heterossexuais. Entre as semelhanças estão a frequência (cerca de um em cada quatro casais) as manifestações (psicológicas, físicas, económicas), consequências (desemprego, toxocidependência, baixa auto-estima), reações da vítima (medo, impotência, hipervigilância) e razões para se manter na relação abusiva (amor, promessas de mudança, negação). No entanto, existem para além destes características únicas na violência doméstica entre casais homossexuais: recusa das autoridades e dos serviços sociais em atuar, falta de apoio da comunidade, medo de embraraçar a comunidade gay, medo de ver revelada em público a sua orientação sexual, necessidade de acompanhar um parceiro com sida e serviços de apoio orientados exclusivamente para mulheres homossexuais.

### Subnotificação
A violência doméstica é um dos crimes menos notificados às autoriedades em todo o mundo, tanto por homens como por mulheres. Os homens tendem a subnotificar a sua própria perpetração de violência doméstica, enquanto as mulheres tendem a subnotificar as situações de que são vítimas, ao mesmo tempo que sobre-estimam a sua própria perpetração de violência. Na União Europeia, em 2013 apenas 14% das mulheres vítimas notificaram à polícia os episódios mais graves de violência conjugal.
A probabilidade de uma mulher notificar episódios de violência diminui em função da dependência em relação ao familiar agressor, à normalização da violência no seio da família e do nível de auto-culpabilização. Entre os homens, a probabilidade de notificar diminui em função do medo de consequências legais, a tendência de culpar o cônjuge e de uma narrativa que se foca nas suas próprias necessidades e emoções. Os homens vítimas enfrentam ainda o estigma social relativo à vitimização masculina e maior probabilidade de serem ignorados pelos prestadores de cuidados de saúde.

## Causas
Um dos mais relevantes fatores na origem da violência doméstica é a crença de que o abuso, seja físico ou verbal, é aceitável. Entre outros fatores estão o abuso de substâncias, desemprego, problemas de saúde mental, incapacidade de enfrentar situações, isolamento e excessiva dependência do agressor.

### Ciclos de violência
Uma característica comum entre os agressores de violência doméstica é o facto de terem sido testemunhas de abuso durante a infância, reproduzindo esse comportamento na idade adulta. Em termos técnicos, diz-se que são participantes em ciclos de violência intergeracional.
Compreender e quebrar este ciclo tem mais impacto na diminuição da violência doméstica do que as medidas para gerir os abusos.
Alguns estudos sugerem que as experiências adquiridas ao longo da vida influenciam a tendência de uma pessoa se envolver em violência doméstica, tanto no papel de vítima como de agressor. Os investigadores que apoiam esta teoria indicam três fontes de violência doméstica: socialização durante a infância, experiências anteriores em relacionamentos durante a adolescência e níveis de pressão no momento presente. As pessoas que testemunharam abusos entre os pais ou que foram elas próprias abusadas, podem em adultos adotar o mesmo tipo de comportamento nos seus relacionamentos.
Os castigos corporais recebidos durante a infância estão associados a uma maior probabilidade de essa pessoa, quando atinge a idade adulta, agir de forma violenta em relação a familiares ou parceiros íntimos, de achar normal bater num parceiro, de estar na origem de conflitos matrimoniais e de manifestar irritação generalizada. Embora esta associação não prove que são a causa de violência doméstica, existem vários estudos longituinais que sugerem que receber castigos físicos tem um efeito causal direto em padrões posteriores de comportamento agressivo e antissocial.
Em algumas sociedades patrilineares, após o matrimónio a noiva passa a viver com a família do marido. Isto faz com que tenha o estatuto social mais baixo entre o agregado familiar, sendo frequentemente sujeita a abusos por parte dos sogros. Este sistema familiar tende a criar um ciclo de violência intergeracional, em que a mulher perpetua os abusos a que foi sujeita enquanto noiva assim que ela própria se torna sogra.

### Psicológicas
As teorias que explicam as causas psicológicas da violência doméstica focam-se nos traços de personalidade e nas características mentais do agressor. Entre os traços de personalidade associados à violência doméstica estão explosões súbitas de raiva, falta de capacidade em controlar os impulsos e baixa autoestima.
Entre os agressores há uma elevada incidência de psicopatologias. Cerca de 80% dos agressores presentes a tribunal apresentam perturbações de personalidade, valor que pode chegar aos 100% nos casos de violência mais graves. Na população em geral, a percentagem é de apenas 15-20%.
Os estudos de psicologia evolucionista explicam a violência doméstica como consequência de mecanismos psicológicos destinados a manter a hierarquia. A agressividade nos homens é desencadeada por contextos em que o agressor sente o seu estatuto ameaçado, como quando descobre uma relação extraconjugal ou nos casos em que o cônjuge é mais bem-sucedido em termos financeiros. A violência doméstica corresponde à tentativa, por parte do homem, de controlar a reprodução feminina e de garantir exclusividade sexual.

### Sociais
As teorias sociais analisam fatores externos no ambiente do agressor, como a estrutura familiar, stresse e apendizagem social. A teoria da aprendizagem social estuda o processo de aquisição de novos comportamentos a partir da observação e imitação de outras pessoas. Quando uma pessoa testemunha comportamento violento, está mais suscetível a imitá-lo. A probabilidade de o agressor manter esse comportamento é maior quando existe reforço positivo ou quando não existem consequências negativas e a vítima aceita submissivamente a violência.
A dependência económica do agressor faz com que a vítima tenha receio das consequências financeiras ao abandonar a relação tóxica. Os grupos mais vulneráveis são os não empregados, desempregados, inválidos e mulheres com filhos. A dependência faz com que tenham menos opções e recursos para enfrentar ou alterar o comprtamento do agressor.
Existe uma correlação entre delinquência juvenil e violência doméstica em adulto.
Nos casais em que há uma partilha igualitária de poder verifica-se uma menor incidência de conflitos e, quando surgem conflitos, existe uma menor probabilidade de se recorrer à violência. As situações de abuso e violência doméstica têm origem nos casos em que um dos cônjuges ambiciona ter controlo e poder na relação. O abuso doméstico pode incluir coerção, ameaças, intimidação, abuso psicológico, abuso económico, isolamento, desvalorização e culpabilização do cônjuge, uso dos filhos para chantagem emocional e comportamento dominante.

#### Stresses sociais
A incidência de violência doméstica é maior entre famílias e casais em situação de precaridade económica. Os stresses sociais, como o desemprego, aumentam a tensão e os conflitos entre as famílias. Embora a violência nem sempre seja causada por stresse, algumas pessoas respondem ao stress de forma violenta. Alguma investigação sugere também que a precaridade e a incapacidade de sustentar a família diminui a noção de masculinidade de alguns homens, o que os faz recorrer a misoginia, abuso de substâncias ou crime como forma de exprimir essa masculinidade. No caso das relações homossexuais, a homofobia generalizada é um stresse social adicional que contribui para diminuir a auto-estima e aumentar a ira, tanto no agressor como na vítima.

#### Comportamento controlador

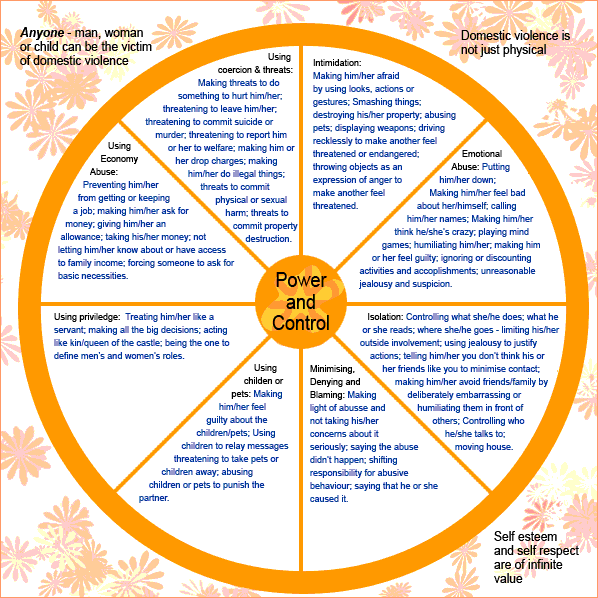
A Roda do Poder e Controlo de Duluth ilustra as estratégias abusivas de poder e controlo em situações de violência doméstica

Um relacionamento abusivo é aquele em que um dos membros recorre a estratégias abusivas de poder e controlo para dominar a relação, como abusos físicos, sexuais, psicológicos ou económicos. O agressor tenta exercer controlo sobre todos os aspetos da vida da vítima, incluindo decisões sociais, pessoais, profissionais e financeiras.

## Consequências

### Físicas
Entre as consequências físicas mais comuns de episódios agudos de violência doméstica que requerem cuidados médicos estão ferimentos, ossos partidos, lesões na cabeça, lacerações e hemorragias internas. As mulheres grávidas vítimas de violência doméstica apresentam maior risco de aborto espontâneo, parto pré-termo e lesões ou morte do feto.
A exposição a violência doméstica ou qualquer outra forma de abusos está fortemente associada a uma maior incidência de doenças crónicas, de comportamentos de risco e menor esperança de vida. Entre as consequências físicas mais comuns a longo prazo de vítimas de abuso prolongado estão a artrite, síndrome do cólon irritável, dor crónica, dor pélvica, úlceras e dores de cabeça.
As mulheres em relacionamentos abusivos apresentam ainda um risco significativamente superior de contrair VIH/SIDA, devido à dificuldade em dialogar com o agressor sobre sexo seguro, à dificuldade em convencer o parceiro a realizar exames quando suspeitam de VIH e ao facto de serem muitas vezes forçadas a ter relações sexuais contra a sua vontade.

### Psicológicas
Em muitos casos de violência doméstica, os agressores induzem as vítimas a sentirem-se culpadas pela violência, sujeitam-nas a críticas constantes e fazem com que se sintam inúteis. Este padrão faz com que a depressão e o risco de suicídio sejam comuns entre as vítimas. Estima-se que cerca de 60% das vítimas de violência doméstica cumpram os critérios de diagnóstico de depressão nervosa. Em muitos casos, as sequelas psicológicas e o risco de suicídio persistem durante muito tempo, mesmo após a relação abusiva ter terminado, pelo que se recomenda à vítima recorrer a psicoterapia.
Para além da depressão, as vítimas de violência doméstica manifestam a longo prazo ansiedade e pânico, sendo provável que cumpram os critérios de diagnóstico para perturbação de ansiedade e perturbação de pânico. A sequela psicológica mais comum da violência doméstica é a perturbação de stress pós-traumático. Esta condição é caracterizada por flashbacks, imagens intrusivas, reações de alarme, pesadelos e evasão dos estímulos associados ao abuso.

### Financeiras
Em muitas relações abusivas, o agressor limita o acesso da vítima a oportunidades de emprego com o intuito de a tornar economicamente dependente de si. Nos casos em que a vítima trabalha, a violência doméstica interere no desempenho laboral da vítima e na sua relação com os colegas de trabalho.
Nos casos de abuso económico, quando a vítima se afasta da relação com o agressor, é comum sentir-se chocada com a dimensão da autonomia que perdeu durante o abuso. A vítima geralmente possui muito poucos recursos económicos próprios e poucas pessoas a quem pode pedir ajuda. Esta realidade é não só um dos pincipais obstáculos que enfrentam as vítimas, mas também o principal factor que as faz ter receio de ser afastar do agressor. Em muitos casos, os sobreviventes de violência doméstica também não possuem a formação, competências ou experiência necessárias para encontrar emprego suficientemente remunerado. Este factor é ainda mais grave nos casos em que têm filhos a seu cargo e existe um risco significativo de se verem obrigadas a viver na rua. Embora em muitos países existam abrigos e redes de apoio a vítimas de violência doméstica, em muitos casos a lista de espera é significativa e não têm capacidade de resposta para a procura.

### Familiares
As crianças expostas a abusos domésticos durante a infância apresentam um risco acrescido de vir a desenvolver problemas psicológicos e comportamentais. Assistir a violência doméstica também tem geralmente impacto negativo no desenvolvimento emocional, social, comportamental e cognitivo da criança. Em alguns casos, o agressor agride deliberadamente o cônjuge na presença dos filhos de modo a antingir duas vítimas em simultâneo. As crianças que intervêm quando assistem a violência extrema contra um dos pais apresentam maior risco de lesões ou morte. As crianças que testemunham agressões à mãe têm maior probabilidade de manifestar sintomas de stresse pós-traumático. As consequências são ainda mais graves quando a mãe agredida manifesta ela própria stresse pós-traumático e não procura tratamento devido à dificuldade em lidar com a situação.
Entre os problemas emocionais e comportamentais que resultam da exposição a violência doméstica durante a infância estão o aumento da agressividade, ansiedade e perturbações na forma como a criança socializa com os amigos, família e figuras de autoridade. As experiências traumáticas durante a infância podem estar na origem de depressão, insegurança emocional e perturbações mentais. Na escola, a criança pode começar a menifestar pronblemas de atitude e de cognição, a par de incapacidade em resolver problemas. A exposição a abusos e negligência durante a infância está correlacionada com a prática de violência doméstica e abuso sexual em adulto.

## Combate e prevenção
O combate à violência doméstica é feito mediante a prestação de cuidados médicos, pela aplicação de leis que protejam a vítima, aconselhamento psicológico e outras formas de prevenção e intervenção. É comum que os participantes em episódios de violência doméstica necessitem de tratamento médico, quer primário quer de urgência.
Uma das principais formas de prevenção é a existência de legislação que assegure a proteção das vítimas. A Organização Mundial de Saúde salienta que em muitos países são necessárias reformas no sentido de revogar leis que discriminam as mulheres. Nos países em que a lei permite ao marido disciplinar a mulher, qualquer programa de sensibilização para a violência terá pouco impacto. A OMS salienta ainda que na prevenção de violência doméstica é essencial que as leis permitam à mulher entrar e sair livremente de um casamento, obter crédito financeiro e possuir e administrar bens. A ONU Mulheres salienta a importância de abolir a prática de dote e de compra da esposa, de modo a que o agressor não possa usar o valor que pagou como defesa contra acusações de violência doméstica.
Outra das principais estratégias de prevenção de violência doméstica é a promoção de relacionamentos não violentos e com base no respeito mútuo. As normas sociais que promovem a inferioridade as mulheres podem levar ao abuso das mulheres pelo cônjuge. A OMS salienta que a abolição de normas sociais de género baseadas na desigualdade e no controlo do homem sobre a mulher é um contributo essencial para prevenir violência sexual e íntima. As crianças que crescem em lares violentos tendem a acreditar que a violência doméstica é uma situação normal na vida, pelo que se recomenda desde muito cedo contrariar este quadro de pensamento. Uma medida de prevenção eficaz são os programas de intervenção precoce, como os que são implementados nas escolas para prevenir a violência no namoro.
Muitas vítimas de violência doméstica desvalorizam ou não têm consciência da gravidade da situação em que se encontram. O aconselhamento psicológico das vítimas permite avaliar a presença, dimensão e tipos de abuso. A avaliação da perceção de letalidade pode ajudar a determinar o melhor tratamento e ajudar a vítima a reconhecer comportamentos perigosos e formas mais subtis de abuso na sua relação. O aconselhamento permite ainda elaborar um plano de segurança, que permite à vítima antever e lidar com situações potencialmente perigosas. O aconselhamento psicológico pode ainda ajudar os agressores a diminuir o risco de incorrerem novamente em violência doméstica. Em vários países, os condenados por crimes de violência doméstica frequentam programas de terapia comportamental e educação psicológica, embora exista um debate sobre a eficácia destes programas.

## História

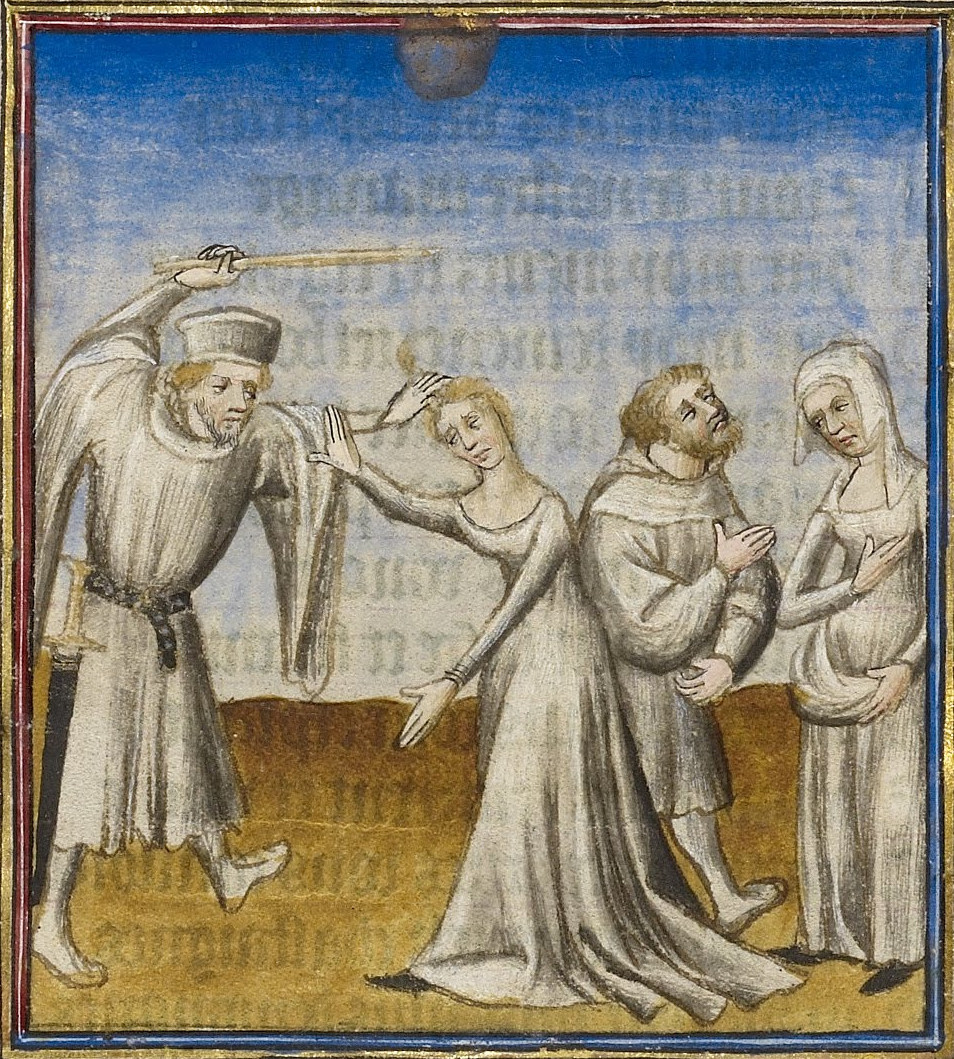
Homem a bater numa mulher, c. 1400.

Até meados do século XIX, a maior parte dos códigos jurídicos consideravam que a violência contra a mulher era um exercício de autoridade legítimo por parte do marido.
As convulsões políticas e sociais na segunda metade do século, e principalmente o aparecimento de movimentos feministas, estiveram na origem de alterações significativas na opinião popular e na legislação sobre violência doméstica, principalmente no Reino Unido e nos Estados Unidos. Em 1878, a lei no Reino Unido passou a permitir às mulheres separarem-se de um maridos abusivo.
No entanto, até ao fim do século XX, na maior parte dos países continuou a existir muito pouca proteção contra a violência doméstica e o tema só começou a ser combatido por legislação a partir da década de 1990. Em 1993, uma publicação da ONU apelava aos países para considerar a violência doméstica um crime, reafirmando que o direito à vida em família não incluía o direito de abusar dos membros da família, salientando que a legisação de muitos países continuava a permitir o recurso a violência moderada.
Em décadas recentes têm sido conduzidos esforços no sentido de acabar com a impunidade legal da violência doméstica. A impunidade geralmente baseia-se na ideia que tais atos são da esfera.
A Convenção do Conselho da Europa para a Prevenção e o Combate à Violência Contra as Mulheres e a Violência Doméstica foi o primeiro documento vinculativo na Europa para combater a violência doméstica e a violência contra a mulher. A convenção tem como objetivo acabar com a tolerância, na lei ou na prática, da violência doméstica e da violência contra as mulheres, reconhecendo a longa tradição de se ignorar estas formas de violência.
A partir da década de 2000, tem havido uma atenção acrescida para formas de violência específicas, como homicídios de "honra", mortes por dote e casamentos forçados. A ìndia tem realizado esforços no sentido de acabar com a violência relacionada com o dote. A atenção internacional tem-se também debruçado sobre a América Latina, uma região com uma elevada incidência de crimes passionais. Estes crimes têm uma dinâmica similar aos crimes de "honra", em que a violência sobre a mulher e filhos é vista como compreensível ou desculpável.
Ao longo da História, existiram muito poucas proteções das crianças contra abusos por parte dos pais. Os maus-tratos infantis começaram a receber maior atenção da sociedade em 1961 com a publicação do artigo "Síndrome da Criança Maltratada" pelo pediatra Henry Kempe. Até então, raramente se punha a hipótese de lesões em crianças serem o resultado de trauma intencional, sendo comum aceitar sem questionar os relatos de quedas ou violência entre outras crianças.:100–103 No entanto, os maus tratos infantis continuam a ser uma realidade em muitos países. Em várias culturas é aceitável ou permitido aos pais vender os filhos para escravatura.

## Sociedade e cultura

### Perspetivas sociais

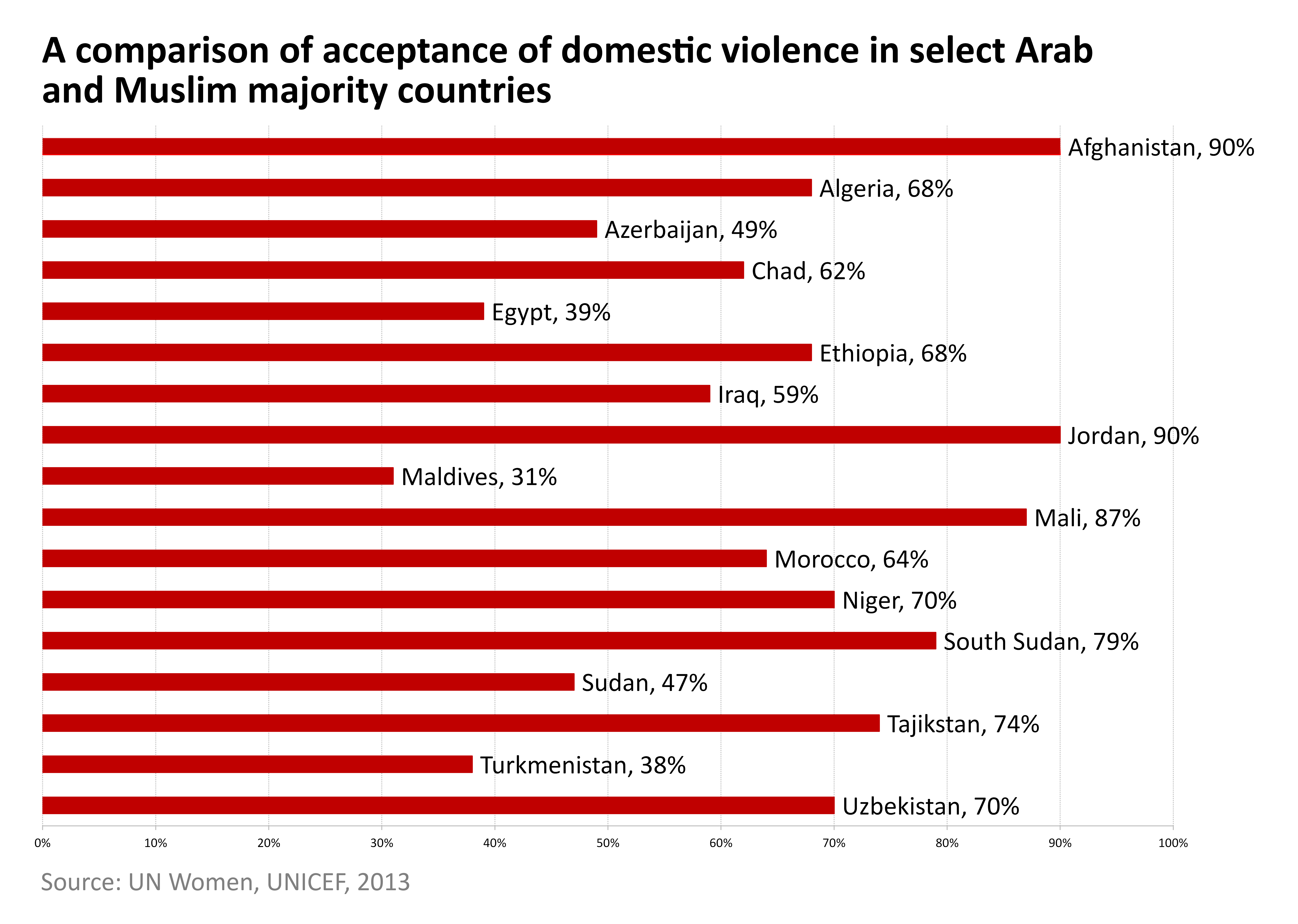
Aceitação do direito do marido a bater na mulher entre alguns países de maioria muçulmana. Inquérito realizado pela UNICEF a mulheres entre os 15 e 49 anos em 2013.

Embora as perspetivas sociais sobre a violência doméstica variem de pessoa para pessoa e de região para região, na generalidade o conceito é de difícil assimilação fora do mundo Ocidental. Isto deve-se ao facto de nestes países a relação entre marido e mulher não ser considerada igualitária, mas sim uma em que a mulher se deve submeter ao marido. Em muitos países, esta submissão está explícita na própria lei, que determina situações em que a mulher necessita de autorização do marido. Grande parte da população de vários países vê a violência contra a mulher como aceitável ou justificada, principalmente quando existe suspeita de adultério ou quando a mulher se recusa a ser subserviente.
A culpabilização da vítima é o ato de considerar a vítima a responsável pelo crime. É um fenómeno prevalente em muitas sociedades, incluindo nos países ocidentais. Nestas culturas, a violência contra a mulher não é vista pela sociedade como uma forma de abuso, mas sim como uma resposta aceitável a comportamentos da vítima que alegam ser inapropriados. Em algumas regiões, os homicídios por "honra" são aprovados por uma elevada percentagem da sociedade. Em culturas conservadoras, uma mulher que não se vista de acordo com o que a sociedade considera discreto pode ser vítima de violência grave por parte do marido ou de familiares, ao mesmo tempo que essa violência é vista pela mesma sociedade como aceitável ou justificável. Outra causa de impunidade do agressor é a perspetiva, existente em algumas sociedades, de que os casos de violência doméstica devem ser resolvidos com reconcliação e não com a aplicação da lei.

### Religião
Existe alguma controvérsia no que diz respeito à influência da religião na violência doméstica. Segundo M. Basheer Ahmed, embora nenhuma religião defenda abertamente a violência contra mulheres, existem casos de escrituras retiradas do contexto de forma a apoiar discriminação contra mulheres dentro de uma comunidade. Por outro lado, os líderes religiosos podem ter um papel importante na prevenção e combate à violência doméstica, ao apoiar as vítimas e ao oferecer ao agressor aconselhamento e informações sobre opções de tratamento.
Em termos históricos, tanto judaísmo, cristianismo como islamismo têm apoiado a noção de que os agregados familiares devem ser liderados pelos homens. A Igreja Católica tem sido alvo de críticas pela oposição ao divórcio, acorrentando vítimas de violência em casamentos abusivos. Embora alguns autores, entre eles Phyllis Chesler,  afirmem que o Islamismo tem uma forte relação com a violência contra mulheres, particularmente nos casos de crimes de "honra", outros argumentam que são o domínio do homem e o estatuto inferior da mulher nas sociedades islâmicas que estão na origem destes atos, e não a religião em si. Para a muçulmana Mona Eltahawy, o que existe nas sociedades árabes é  "uma mistura tóxica de cultura e religião que poucos parecem dispostos ou capazes de desembaraçar,  para não blasfemar ou ofender."
Em An-Nisa -  "A Mulher"  - a quarta sura do Alcorão,  revelada em Medina, encontra-se o muito conhecido verso 34ː "Os homens são os protectores (ou guardiões) das mulheres, porque Alá fez uns superiores aos outros e porque eles gastam os seus bens para as manter. As boas mulheres são, portanto, obedientes, guardando o segredo como Alá ordenou que fosse guardado. Aquelas de quem você teme deslealdade, admoestai-as, e deixai-as sozinhas nos leitos e batei-lhes...".

### Costumes e tradições

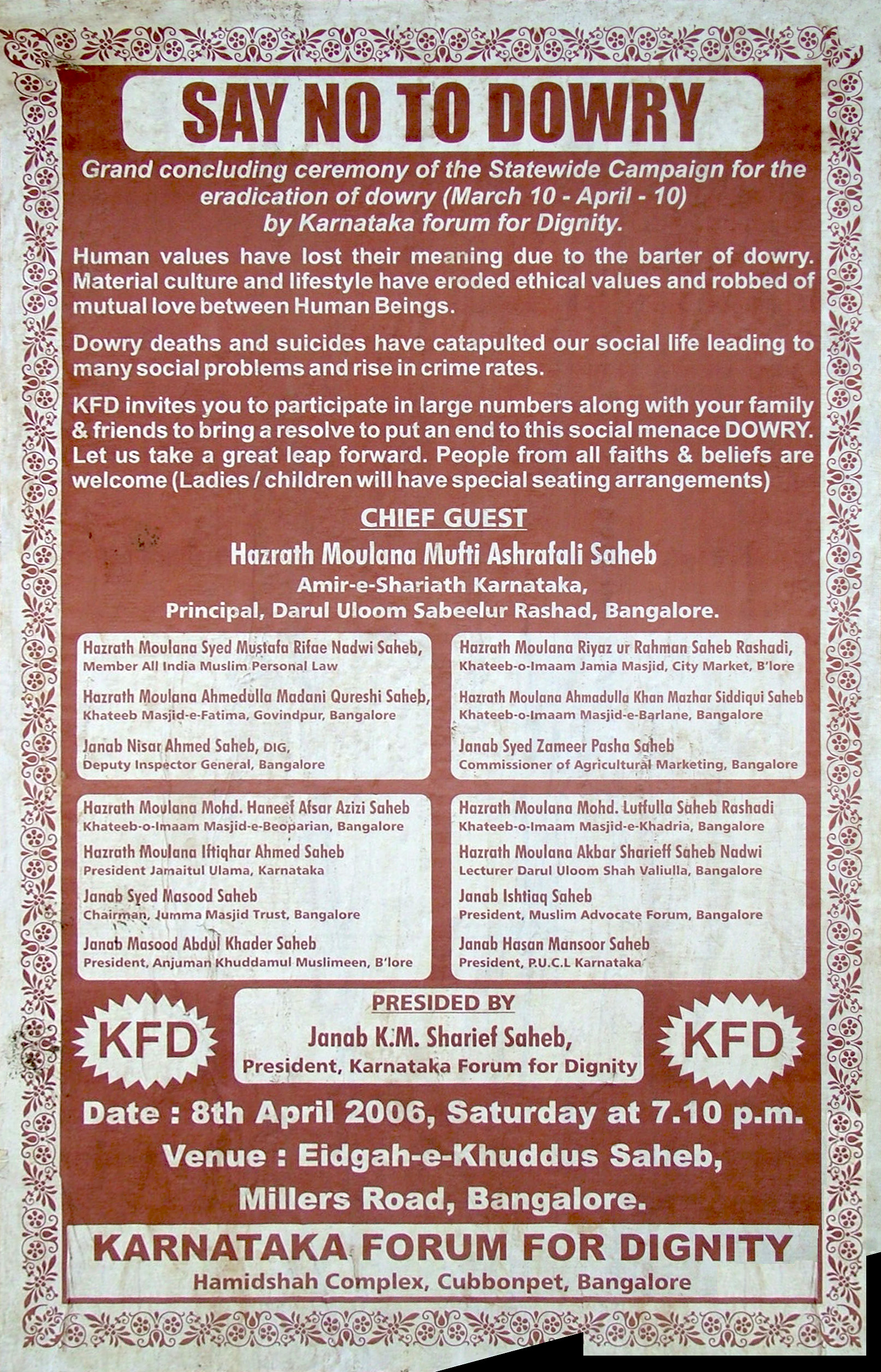
Cartaz de protesto contra o dote na Índia.

Os costumes e tradições locais associados são muitas vezes responsáveis por perpetuar algumas formas de violência doméstica. A tradição do dote é uma das principais causas de violência contra a mulher em todo o mundo. A preferência por filhos do sexo masculino, comum em muitas regiões da Ásia, leva frequentemente a que as filhas sejam abusadas ou negligenciadas por não corresponderem às expectativas dos pais. O sistema de castas, comum na Índia, estigmatiza as castas inferiores, o que legitima a discriminação e restrição de oportunidades para as mulheres, tornando-as vulneráveis a abusos. As limitações à forma da mulher se vestir, presentes em muitas culturas, são frequentemente impostas pelos membros da família com recurso à violência. O costume de exigir à noiva virgindade até ao casamento está na origem de violência contra mulheres que não se conformem. Alguns tabus sobre menstruação levam ao isolamento e humilhação das mulheres durante o período menstrual. A violação conjugal é frequentemente justificada pelo agressor como um direito matrimonial. A mutilação genital feminina é uma tentativa de controlar a sexualidade da mulher. Nos países em que a polícia e as autoridades têm a reputação de corrupção e práticas abusivas, as vítimas de violência doméstica sentem-se frequentemente relutantes em apresentar queixa ou pedir formalmente ajuda.
Os casamentos forçados e casamentos infantis estão associados a uma elevada incidência de violência doméstica. Um casamento forçado é um casamento em que um ou ambos os membros são casados sem que ambos o tenham consentido de forma livre, sendo muitas vezes decidido pela família à nascença. Um casamento infantil é um casamento em que um dos membros tem menos de 18 anos de idade. Estes casamentos estão associados não só a uma maior violência conjugal perpetrada pelo agressor, como também à violência e tráfico associados ao pagamento de dote, e aos homicídios por "honra" nos casos de recusa por parte das vítimas.